# Чёрная вода (сточные воды)
В контексте санитарии чёрная вода означает хозяйственно-бытовые сточные воды из туалетов, которые, вероятно, содержат патогены (бактерии и вирусы, яйца гельминтов), способные распространяться фекально-оральным путем. Чёрная вода содержит фекалии, мочу, воду, рвотные массы и использованную туалетную бумагу, возможно, другие одноразовые средства личной гигиены (такие как бумажные салфетки) - всё то, что смывают в унитаз и в писсуар. Чёрную воду следует отличать от серой воды, которая поступает из раковин, ванн, стиральных и посудомоечных машин и других бытовых приборов, за исключением туалетов (унитазы, писсуары, биде). Серая вода образуется в результате мытья пищи и, посуды, стирки одежды и белья, а также принятия душа или ванны. 
В так называемых «экологических зданиях», таких как автономные здания, чёрные и серые воды содержатся раздельно. В автокемпингах часто имеются отдельные баки для сбора серой воды из ванных комнат, а также фекальных вод из туалета.

## Определение
Вода, поступающая из бытового оборудования, отличного от туалетов (например, ванн, душевых кабин, раковин, стиральных и посудомоечных машин), называется серой водой. В некоторых системах канализации предпочтительнее отделять серую воду от чёрной, чтобы уменьшить количество сильно загрязненной воды и упростить методы очистки серой воды.

## Терминология
Термин «чёрная вода» появился, по крайней мере, в 1970-х годах , а в региональном употреблении Гонконга альтернативным термином для «чёрной воды» является «почвенная вода». 

## Обработка

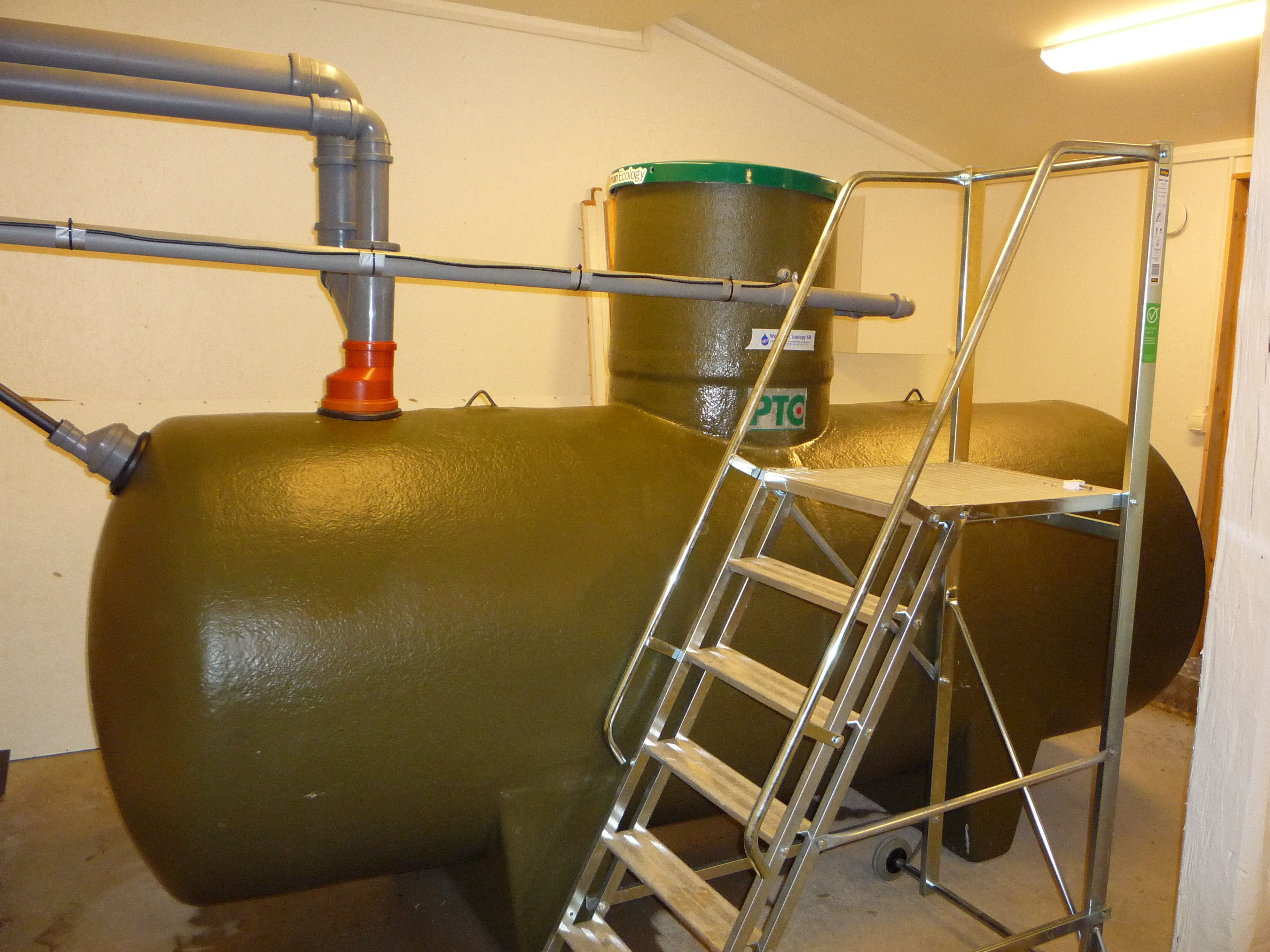
Резервуар для сбора «чёрной воды»

Чёрная вода содержит патогены, которые должны разложиться, прежде чем их можно будет безопасно перенести в окружающую среду. Чёрную воду трудно перерабатывать, если она содержит большое количество избыточной воды или если ее необходимо переработать быстро из-за высокой концентрации органических веществ.

### Механическая очистка
Первичный этап, направленный на удаление крупных твердых частиц.  
Методы:
- Отстаивание – разделение взвешенных частиц под действием гравитации.  
- Фильтрация – использование решеток, пескоуловителей и мембранных фильтров.  
Плюсы:
- Простота и низкая стоимость. 
- Эффективность для предварительной очистки.  
Минусы:
- Не удаляет растворенные загрязнения.  
- Требует последующей биологической или химической обработки.  

### Биологическая очистка
Использует микроорганизмы для разложения органических веществ.
Методы:
- Аэробная очистка (с доступом кислорода):  
- Активный ил – бактерии окисляют органику в аэротенках.
- Биофильтры – сточные воды пропускаются через загрузку с микроорганизмами.
- Компостирование - тепло, вырабатываемое естественными термофильными микроорганизмами, нагревает компост до температуры более 60 °C (140 °F) и уничтожают потенциальные патогены.

- Анаэробная очистка (без кислорода):  
- Метантенки – разложение органики с выделением биогаза.
- Септики – отстойники с анаэробным брожением.

Плюсы:
- Высокая эффективность против органических загрязнений.  
- Возможность получения биогаза (при анаэробных методах).  
Минусы:
- Требует контроля за условиями среды (pH, температура).  
- Аэробные системы энергозатратны.  

### Химическая очистка
Применение реагентов для осаждения, окисления или дезинфекции.  
Методы:
- Коагуляция и флокуляция – добавление солей алюминия или железа для осаждения загрязнений.  
- Хлорирование и озонирование – обеззараживание воды. 
 
- Электрокоагуляция – использование электрического тока для удаления примесей.  
Плюсы:
- Быстрое удаление патогенов.  
- Эффективность против токсичных веществ.  
Минусы:
- Образование химических осадков.  
- Высокая стоимость реагентов.  

### Физико-химические методы
Комбинация физических и химических процессов.  
Методы:
- Обратный осмос – пропускание воды через полупроницаемые мембраны.  
- УФ-обеззараживание – уничтожение бактерий ультрафиолетом.  
Плюсы:
- Глубокая очистка.  
- Отсутствие вторичного загрязнения (в случае УФ).  
Минусы:
- Высокая стоимость оборудования.  
- Необходимость предварительной очистки.  

### Термические методы
Испарение и сжигание черной воды.  
Методы:
- Испарительные установки – выпаривание воды с получением конденсата.  
- Инсинерация – сжигание в высокотемпературных печах.  
Плюсы:
- Полное уничтожение органики.  
- Минимальные остатки.  
Минусы:
- Большие энергозатраты.  
- Риск выброса вредных веществ при сжигании.  

### Природные методы
Использование экосистем для очистки.  
Методы:
- Фитоочистка – применение водных растений (камыш, рогоз).  
- Поля фильтрации – почвенная доочистка.  
Плюсы:
- Экологичность.  
- Низкие эксплуатационные затраты.  
Минусы:
- Требует больших площадей.  
- Медленная скорость очистки.  
Выбор метода обработки черной воды зависит от:  
- объема стоков,
- требуемой степени очистки,
- экономических возможностей.

Наиболее эффективны комбинированные системы, сочетающие механическую, биологическую и химическую очистку. Для небольших хозяйств подходят септики и биофильтры, а для промышленных масштабов – аэробные станции и мембранные технологии.  
Внедрение современных методов очистки черной воды способствует устойчивому водопользованию и защите экосистем.

## Обработка вблизи водоносного пласта
При очистке сточных вод вблизи водоносного горизонта крайне важно обеспечить качество грунтовых вод. Водоносный горизонт — это подземный пласт, состоящий из проницаемой породы, почвы или осадка, который удерживает и облегчает движение воды. Ненадлежащее управление очищенной водой в процессе очистки сточных вод может привести к попаданию загрязняющих веществ в водоносный горизонт, что представляет значительный риск.
При оценке безопасности очистки чёрных вод в непосредственной близости от водоносного горизонта необходимо учитывать ряд факторов:
1. Оценка гидрогеологии : важно понимать геологические и гидрогеологические особенности региона. Проницаемость слоя почвы или горной породы между местом обработки и водоносным горизонтом играет важную роль в определении вероятности попадания загрязнгения грунтовых вод.
2. Эффективность обработки : эффективность системы очистки сточных вод имеет первостепенное значение. Очищенная вода должна соответствовать строгим стандартам качества, чтобы гарантировать тщательное удаление загрязняющих веществ перед сбросом или возможной фильтрацией.
3. Создание буферных зон : создание буферных зон между очистными сооружениями и водоносным горизонтом имеет решающее значение для минимизации рисков загрязнения. Эти зоны действуют как естественные барьеры, обеспечивая дополнительную очистку и снижение количества потенциальных загрязняющих веществ.
4. Соблюдение правил : Строгое соблюдение местных, государственных и национальных экологических норм является основополагающим требованием. Органы власти часто устанавливают руководящие принципы и стандарты для обеспечения качества подземных вод, и соблюдение этих норм имеет решающее значение для безопасности методов очистки воды.
5. Мониторинг и техническое обслуживание : Регулярный мониторинг качества грунтовых вод и эффективности работы системы очистки имеет важное значение. Надежная программа мониторинга способствует раннему выявлению проблем, позволяя оперативно принимать корректирующие меры.
6. Оценка риска : необходима комплексная оценка риска, включая моделирование потенциальных путей переноса загрязнений. Это помогает выявить и снизить потенциальные риски для водоносного горизонта.

Организации, планирующие очистку сточных вод вблизи водоносного горизонта, должны взаимодействовать с соответствующими природоохранными органами, получать необходимые разрешения и привлекать экспертов в области гидрогеологии и экологического инжиниринга. Необходимо принять строгие меры предосторожности для предотвращения любого неблагоприятного воздействия на качество подземных вод, обеспечивая долгосрочную устойчивость и безопасность методов очистки воды в таких районах. Следовательно, наиболее разумным решением будет воздержаться от очистки чёрных вод вблизи водоносного горизонта.